# Skalna lastovka
Skalna lastovka (znanstveno ime Ptyonoprogne rupestris) gnezdi v gorah južne Evrope, Sredozemlja in južne Azije. Večina evropskih ptic ni selivk, ampak nekatere, ki gnezdijo severneje in večina azijskih ptic so selivke. Te prezimujejo v severni Afriki ali Indiji.
Od kmečke lastovke (Hirundo rustica) se razlikuje po skoraj ravno odrezanem repu z značilnimi belimi lisami. S širšimi in bolj trikotnimi krili je zajetnejša kakor druge lastovke, večja od breguljke (Riparia riparia) in pogosteje drsi v zraku.